# Caisse centrale de garantie
La Caisse centrale de garantie (abrégé en CCG) est un établissement public régi par la loi n° 47-95 promulguée par le dahir n° 1-96-107 du 21 rabii I 1417 (7 août 1996). Cet établissement a été transformé en société anonyme à conseil d'administration en 2020, puis renommé Société nationale de garantie et du financement de l'entreprise.

## Missions et activités

### Objectifs
La Caisse centrale de garantie a pour objet :  
1. de garantir le remboursement d'emprunts contractés, à l'intérieur ou à l'extérieur du Royaume, par des entreprises et organismes publics ou privés en vue du financement d'opérations contribuant au développement économique et social du pays ;
2. d'accorder les garanties exigées des entreprises marocaines soumissionnaires ou adjudicataires de marchés de travaux, fournitures ou services à l'étranger ;
3. de gérer pour le compte de l'Etat et d'autres organismes tous fonds de garantie et toutes autres opérations similaires. La gestion de ces fonds et opérations s'effectuent dans le cadre de conventions passées entre l'Etat ou les autres organismes et la Caisse centrale de garantie.

La Caisse centrale de garantie peut effectuer également toutes opérations financières, mobilières ou immobilières, civiles ou commerciales, liées à son objet et propres à lui permettre d'exercer ses activités.

### Aide à la création d'entreprises

#### Création de TPE (très petites entreprises)
La CCG assiste les très petites entreprises (TPE) en :
- Finançant les projets de création d’entreprises de petite taille à travers le crédit "Damane Crea" ;
- Proposant le programme "Moukawalati", qui consiste à cofinancer les projets éligibles via des avances de l’État jumelées à des crédits bancaires garantis par la CCG.
- Proposant le programme "Moussanada", mis en place par l’Agence pour la promotion et le développement économique et social des provinces du Sud et destiné à accorder aux jeunes de la région des contributions en fonds propres pour le financement avec les banques, des projets de création d’entreprises.

#### Création de PME et de Grandes Entreprises
En ce qui concerne les autres entreprises, la CCG permet de :
- Faciliter l’accès des entreprises aux crédits d'investissement nécessaires à la réalisation de leurs projets de création ;
- Garantir des crédits d’investissement "Damane Crea" ;
- Garantir des apports en fonds propres ou quasi-fonds propres "Damane Capital Risque" ;
- Apporter des fonds de promotion de l’enseignement privé "FOPEP" ;
- Apporter des fonds de promotion des investissements des Marocains Résidents à l’Étranger « MDM INVEST ».

## Législation
La Caisse centrale de garantie a été transformée en société anonyme par la loi n° 36-20, promulguée par le dahir n° 1-20-73. Ce dahir a été publié dans le Bulletin Officiel n° 6918 du 17 septembre 2020.